# Grand Trianon

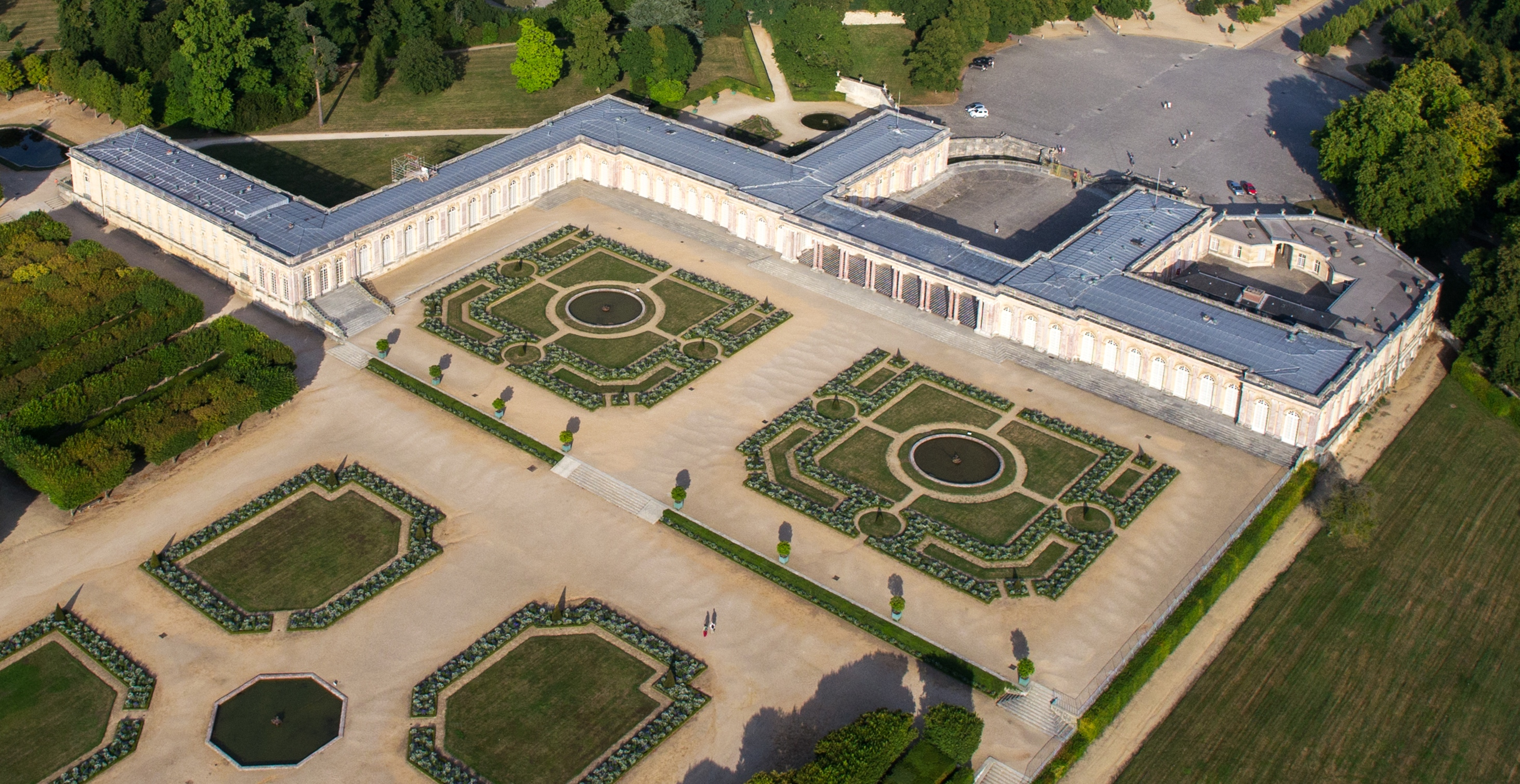
Luchtfoto Grand Trianon

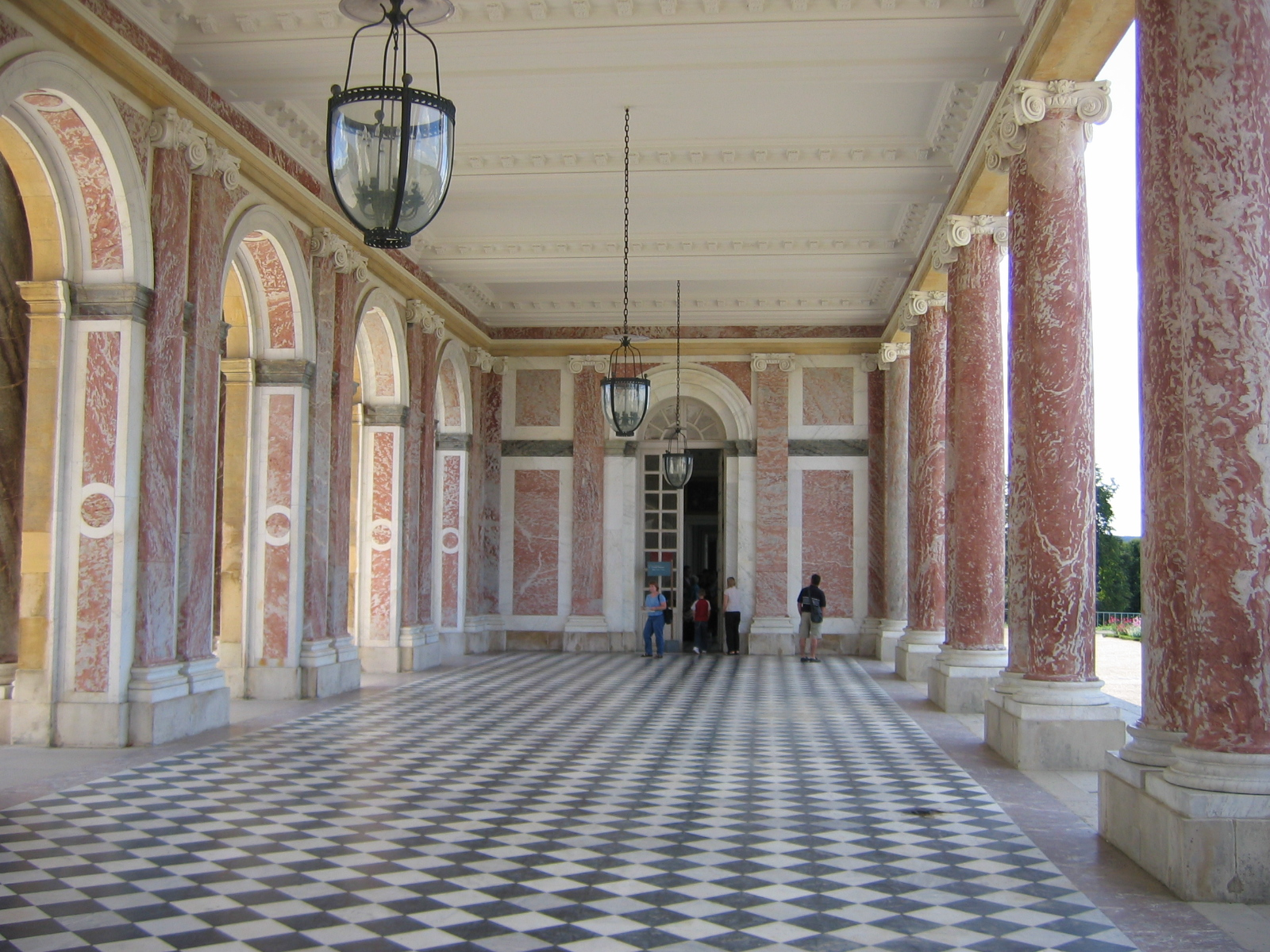
Peristylium van het Grand Trianon

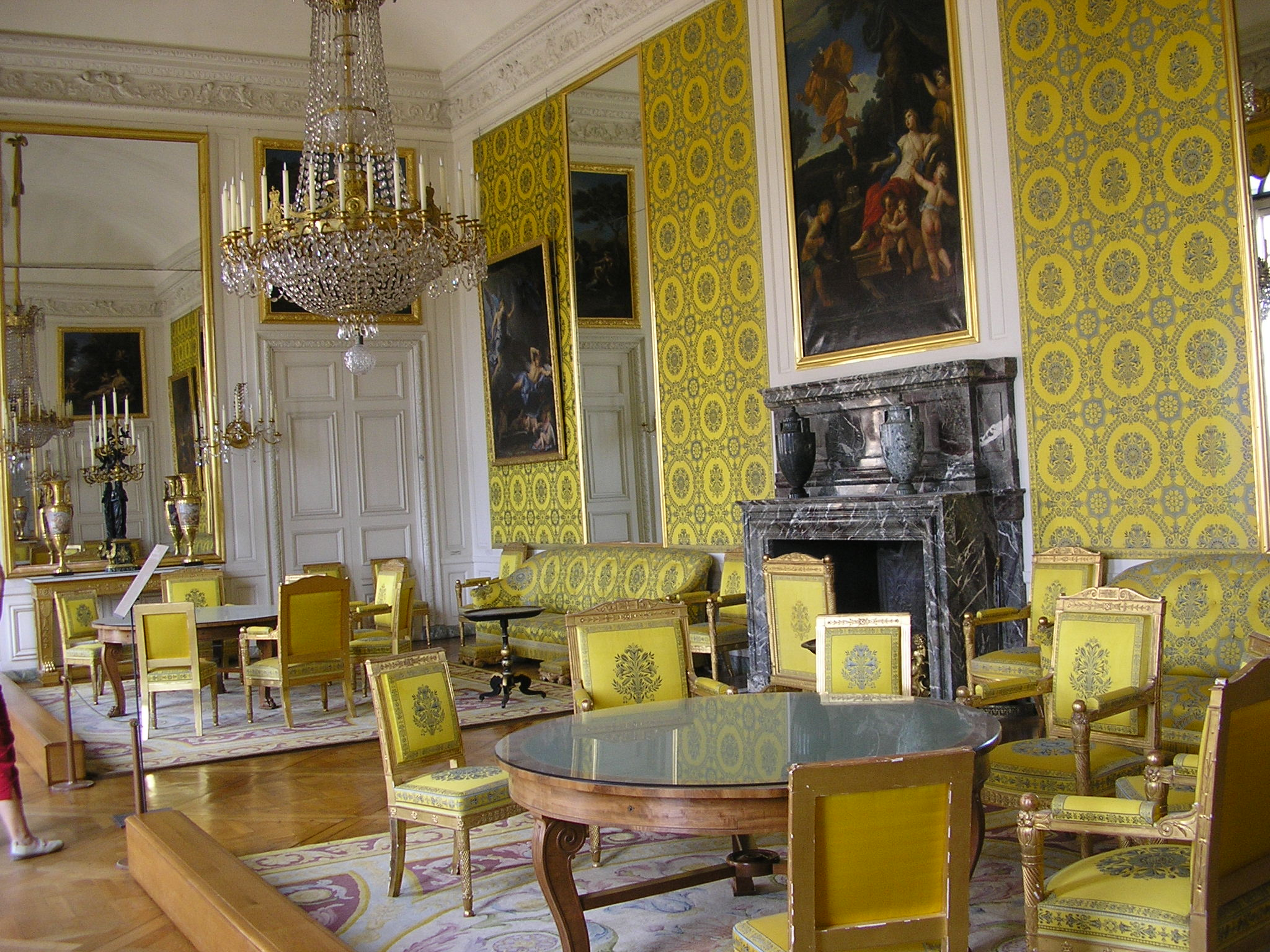
Gele Salon, 19e eeuw

Het Grand Trianon ("Groot Trianon") is een groot lustslot in de kasteeltuin van Versailles, genoemd naar een voormalig gehucht Trianon.

## Geschiedenis
Het lustpaviljoen werd gebruikt door de koninklijke familie om de strenge hofetiquette te ontvluchten en dichter bij elkaar te kunnen zijn. Het bevindt zich vlak bij het Petit Trianon ("Klein Trianon").
Het gehucht Trianon werd in 1668 gekocht door Lodewijk XIV, hij verenigde dat met het Domein van Versailles en liet het vervolgens geheel slopen om er in 1670 een paviljoen te laten bouwen. Bij deze eerste versie, van architect Louis Le Vau, werden de gevels bekleed met blauwe en witte porseleinen tegels en werd zodoende het Trianon de Porcelaine genoemd. In 1687 besloot Lodewijk XIV dit paviljoen te vervangen door een groter gebouw.
Het huidige gebouw (1687-1688), van architect Jules Hardouin-Mansart, bestaat uit twee vleugels in lichtgeel marmer, die door een galerij (Robert de Cotte) met gekoppelde Ionische zuilen uit rood marmer, verbonden worden. Naar aanleiding van de decoratie werd dit het Trianon de Marbre genoemd.
Het Grand Trianon ligt ten noorden, aan het eind van een dwarsarm van het Grand Canal en is omgeven door tuinen en een park. Hardouin-Mansart ontwierp ook de marmeren fontein, de Buffet d'Eau, 1703.
Het werd in de 18e eeuw verwaarloosd. Napoleon III en later Lodewijk Filips lieten het gebouw in ere herstellen. De appartementen bevatten salons, chambres en antichambres. De rechtervleugel, waarin zich Lodewijk XIV, Madame de Maintenon en later Napoleon Bonaparte ophielden, laat verschillende stijlperioden zien:
- de Salon Rond, ingericht tijdens de regering van de Zonnekoning
- de Salon de Famille uit de tijd van Lodewijk Filips
- de werk- en slaapkamer van Napoleon Bonaparte (periode 1810-1814).

## Trivia
- Het interieur is in 1965, op last van Charles de Gaulle, volledig gerestaureerd in Empirestijl en in de stijl Louis-Philippe (Lodewijk Filips). Hierna werd een gedeelte van de rechtervleugel een tijdlang gebruikt als presidentiële residentie door Charles de Gaulle.

- Hier werd het Verdrag van Trianon op 4 juni 1920 gesloten tussen de overwinnaars van de Eerste Wereldoorlog en de overgebleven rompstaat Hongarije.